# Architis fritzmuelleri
Espèce
Architis fritzmuelleri est une espèce d'araignées aranéomorphes de la famille des Pisauridae.

## Distribution
Cette espèce est endémique du Brésil. Elle se rencontre dans les États de Santa Catarina et de São Paulo.

## Description
La femelle holotype mesure 3,3 mm.

## Étymologie
Cette espèce est nommée en l'honneur de Fritz Müller.

## Publication originale
- Santos, 2007 : A revision of the Neotropical nursery-web spider genus Architis (Araneae: Pisauridae). Zootaxa, no 1578, p. 1-40.